# Aleksandr Pietuchow
Aleksandr Pietuchow (ur. 11 stycznia 1985) – kazachski piłkarz występujący na pozycji bramkarza. Od 2005 roku zawodnik kazachskiego klubu Tobył Kostanaj, z którym w 2010 roku zdobył mistrzostwo kraju.